# Montsoué
Montsoué é uma comuna francesa na região administrativa da Nova Aquitânia, no departamento Landes. Estende-se por uma área de 17,93 km². Em 2010 a comuna tinha 579 habitantes (densidade: 32,3 hab./km²).